# Bolivaritettix rongshuiensis
Bolivaritettix rongshuiensis är en insektsart som beskrevs av Zheng, Z. och G. Jiang 2002. Bolivaritettix rongshuiensis ingår i släktet Bolivaritettix och familjen torngräshoppor. Inga underarter finns listade i Catalogue of Life.